# Cubleșu, Sălaj
Cubleșu este un sat în comuna Cuzăplac din județul Sălaj, Transilvania, România.
Aici se află biserica de lemn “Învierea Domnului”, datând din secolul XVIII.

## Imagini

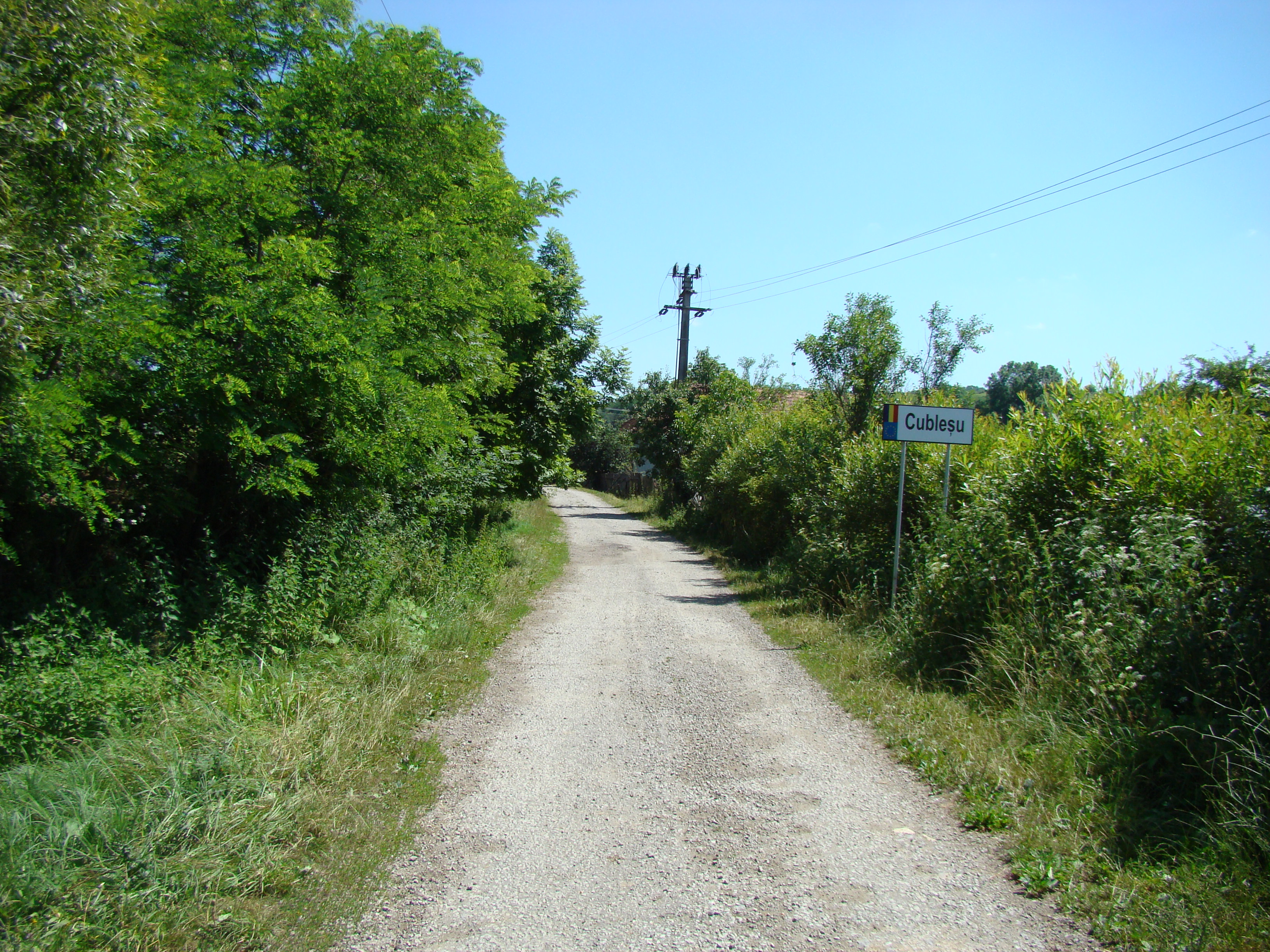
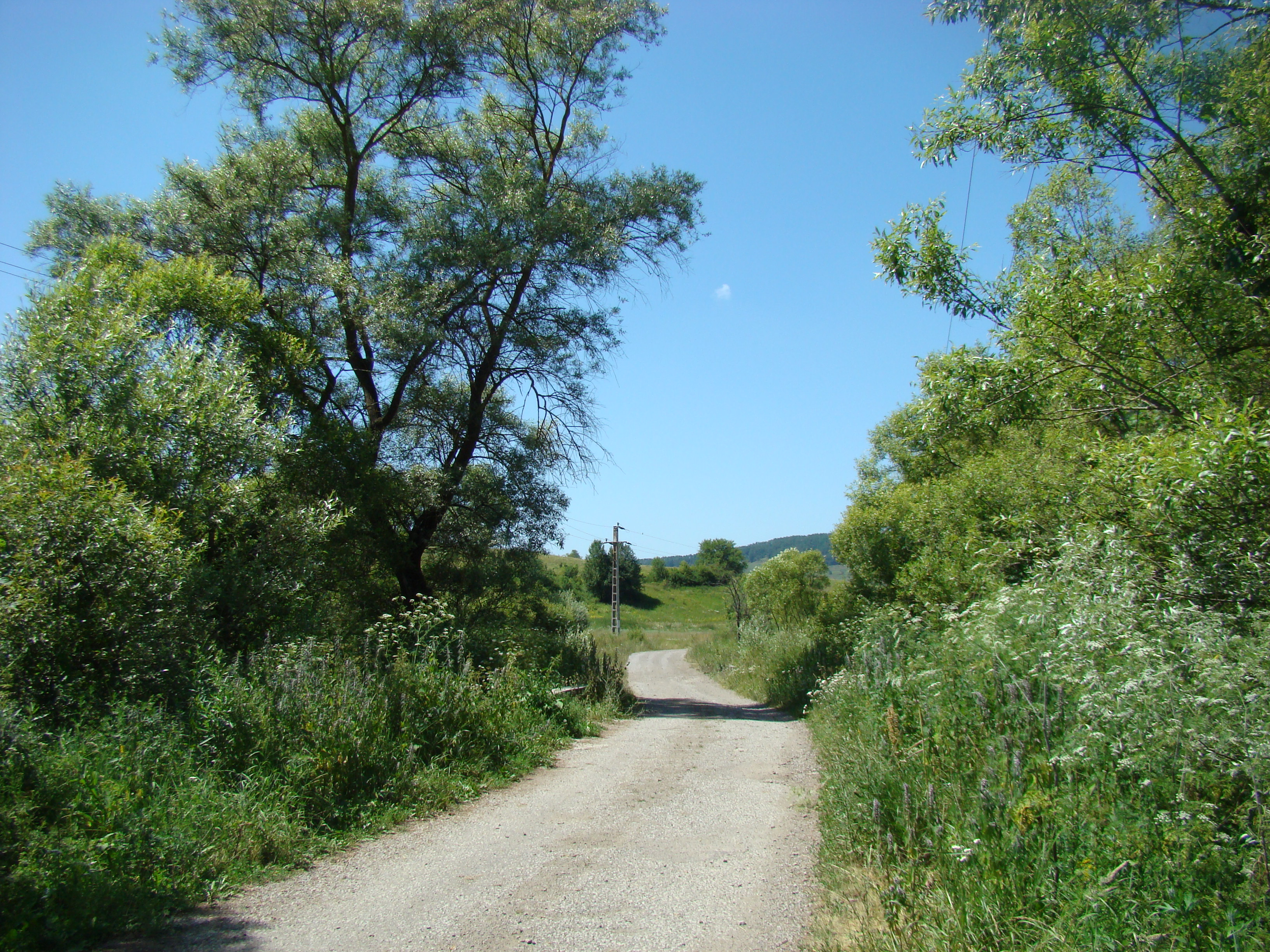
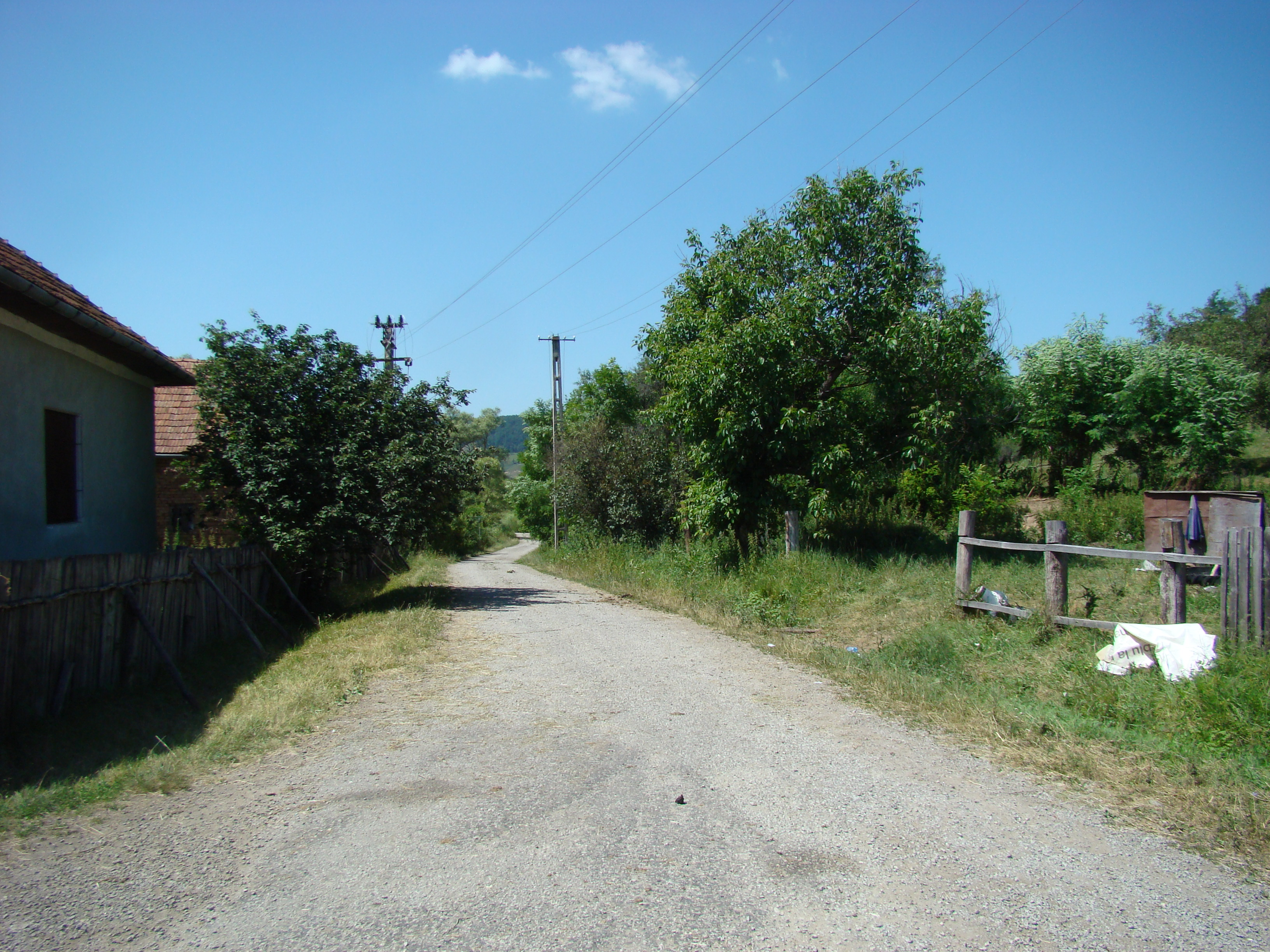
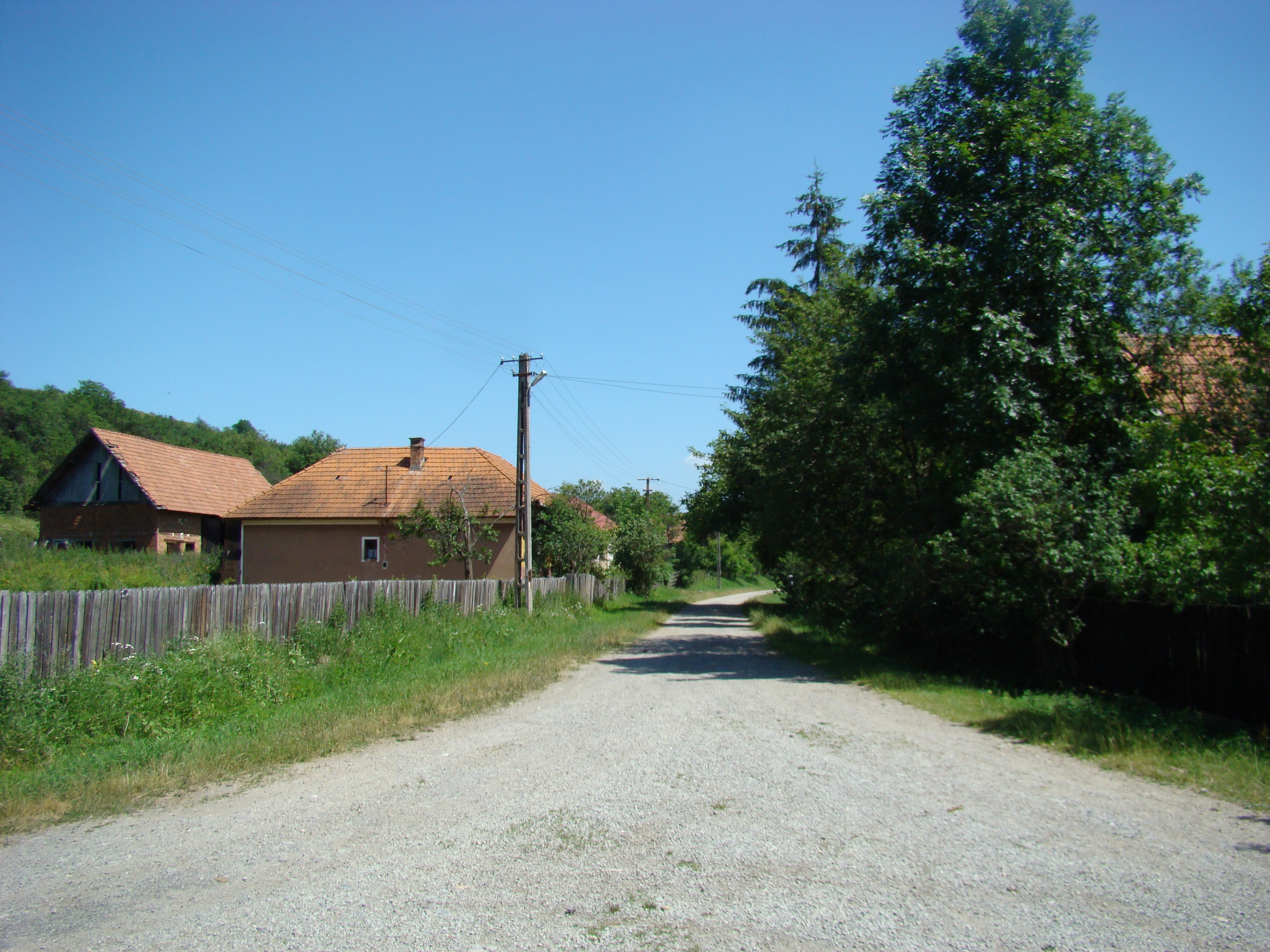
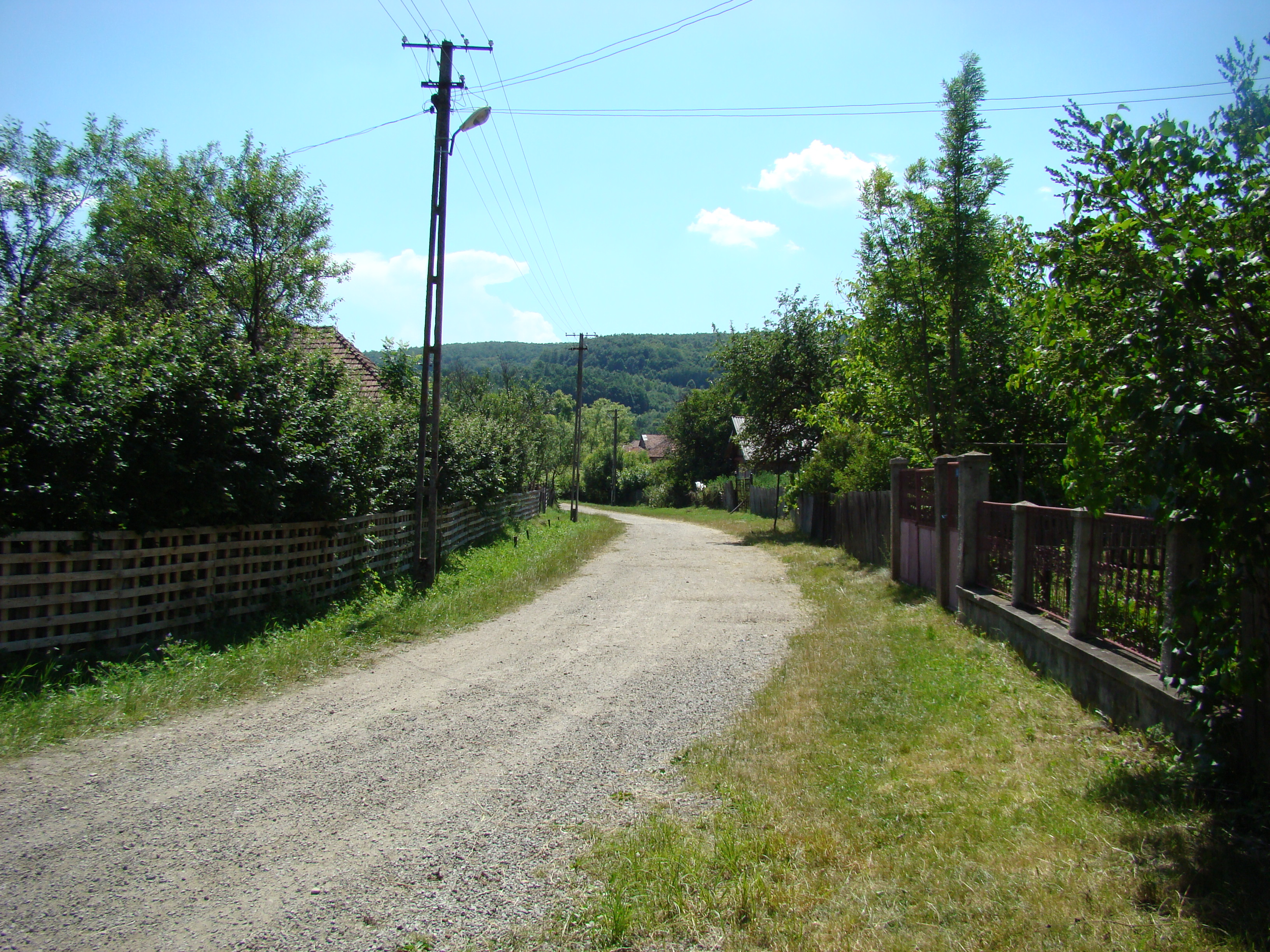
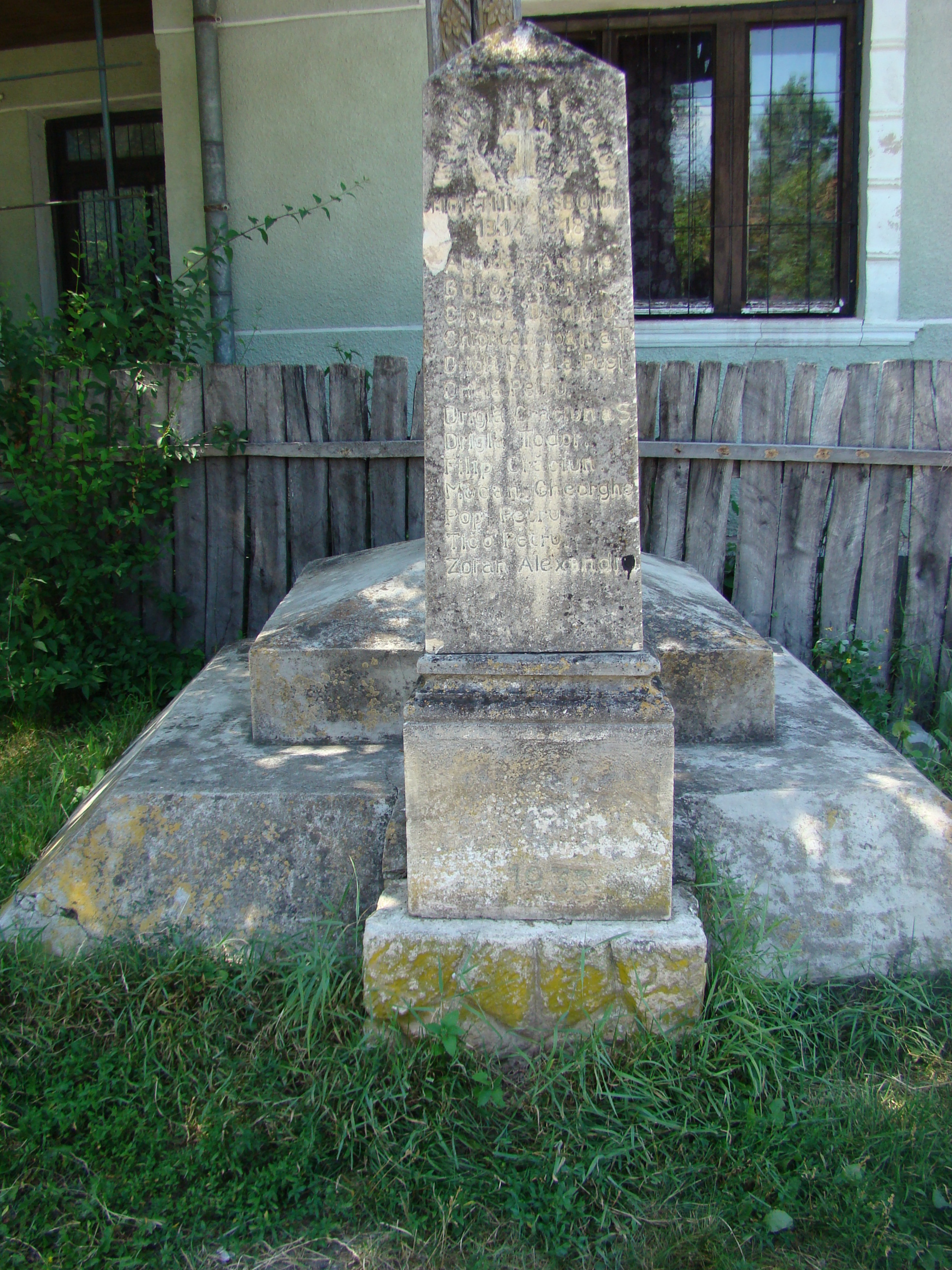
Monumentul Eroilor din Primul Război Mondial
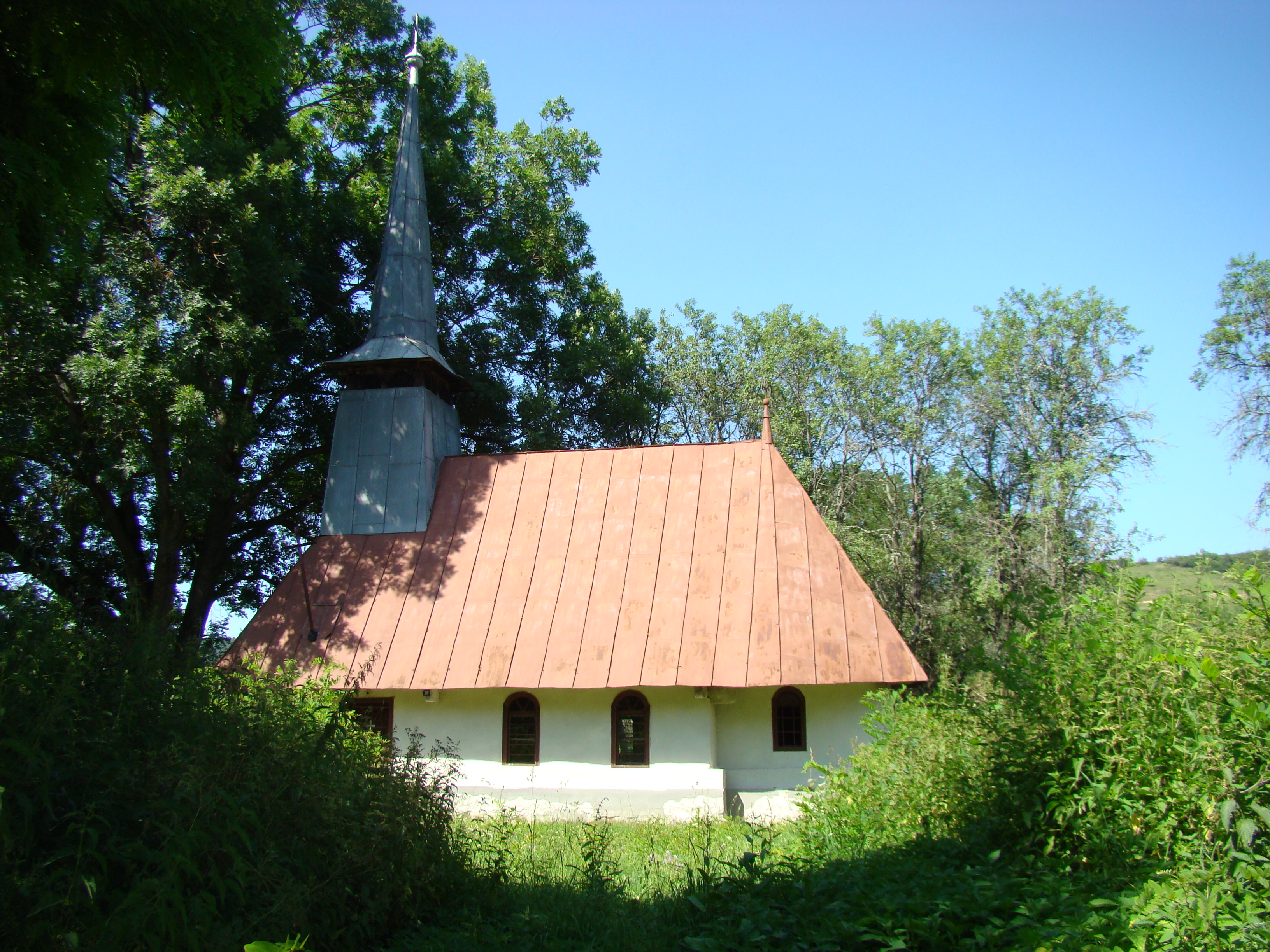
Biserica de lemn „Învierea Domnului”
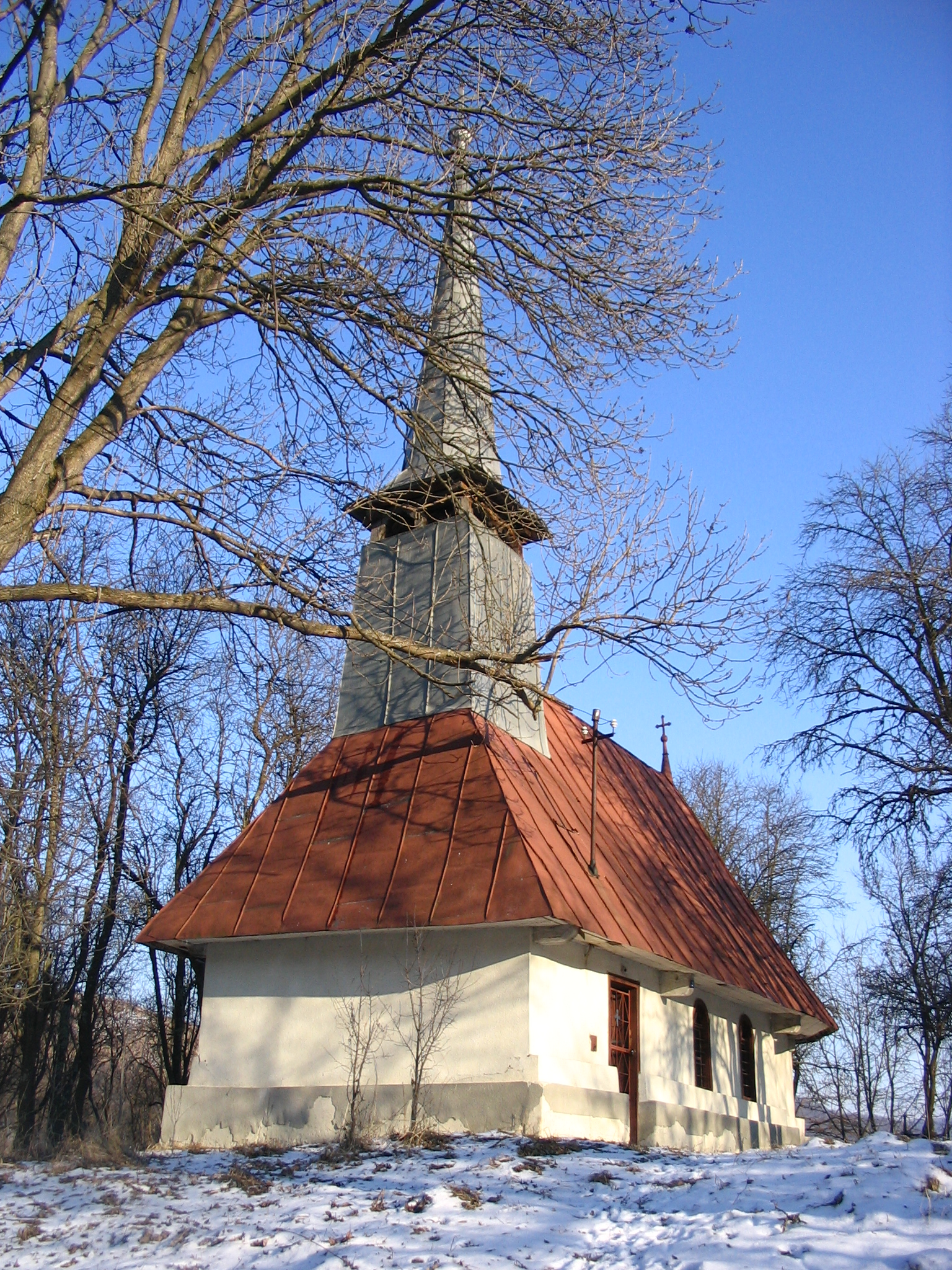
Biserica de lemn „Învierea Domnului”